# Ranunculus junipericola
Ranunculus junipericola là một loài thực vật có hoa trong họ Mao lương. Loài này được Ohwi miêu tả khoa học đầu tiên năm 1933.